# Spilosoma wahri
Spilosoma wahri är en fjärilsart som beskrevs av Rothschild 1933. Spilosoma wahri ingår i släktet Spilosoma och familjen björnspinnare. Inga underarter finns listade i Catalogue of Life.